# ジョン・マッキューアン
ジョン・マッキューアン（John McEuen、1945年12月19日カリフォルニア州オークランド生まれ）は、アメリカ人フォーク・ミュージシャンにしてニッティー・グリッティー・ダート・バンドの創設メンバー。

## キャリア

### ソロ活動
ジョン・マッキューアンはカリフォルニア州オークランドに生まれた。1964年にディラーズの演奏を見た後で、最終的にフィドルとマンドリンに興味を抱いた。1986年、ダート・バンドでの20年にのちに、マッキューアンはソロ・キャリアへと歩みを進めた。1991年から1997年にかけて、ヴァンガード・レコードから4枚のアルバムをリリースした。映画とテレビ向けに作曲し、マイケル・マーティン・マーフィーの5枚のアルバムを含む数人のアーティストのアルバムにゲスト出演した。その後、2001年にダート・バンドに復帰した。ジョンは2017年に再びバンドから離れた

### ニッティー・グリッティー・ダート・バンド
ニッティー・グリッティー・ダート・バンドのルーツは3つの異なる場所を起源にしている。1つ目は高校の同級生だったジェフ・ハンナ（ギター/ボーカル/ウォッシュボード）とブルース・カンケル（ギター/ボーカル/サックス/カズー）が1960年代前半に南カリフォルニアで結成したデュオである The New Coast Two であり、[フォーク]の側面を持ち込んだ。ジミー・ファッデンはハーモニカで[ブルース]の貢献をもたらし、レス・トンプソンとジョン・マッキューアン（レスは彼らの最初のグループだった Willmore City Moonshiners から以前のバンド仲間を勧誘した）が[ブルーグラス]とアパラチアの側面をもたらした。このような形成期の間に（ギタリスト/シンガーのラルフ・バーは初期のメンバーに含まれている）、1966年に彼らはフォーク＝ロック＝カントリーのグループであるニッティー・グリッティー・ダート・バンドを結成した。ジョンは兄のビルにマネージメントを任せ、彼らのキャリアがスタートした。1967年2月、バンドはマイナーヒットとなった "Buy for Me the Rain" とファーストアルバム『ニッティー・グリッティー・ダート・バンド』をリバティー・レコードからリリースした。
その後の3枚のアルバムからはヒットが出ず、バンドはパラマウント映画の『ペンチャー・ワゴン』（リー・マーヴィンとクリント・イーストウッドが出演）のミュージカルの鉱夫役でオーディションを受けて合格した。撮影セットでの4か月間は、ジェフ・ハンナが始めたバンドを解散に追い込んだ。6か月後にジェフとジョンはPOGO（後のPOCO）を見て、お互いに「バンドを元に戻そう」と語り、ウィリアム・E・マッキューアンのプロデュースで『アンクル・チャーリーと愛犬テディ』が生み出された。『チャーリー』にはジェリー・ジェフ・ウォーカーの「ミスター・ボージャングルス」のカバー、ケニー・ロギンズの「プー横丁の家」、マイク・ネスミスの「サム・オブ・シェリーズ・ブルース」と言った、1枚のアルバムからの3曲のヒット曲が収録されていた。
1970年にナッシュビルのヴァンダービルト大学でのニッティー・グリッティー・ダート・バンドで出会ったあと、ジョンは1971年6月にバンジョー奏者で新しい友人のアール・スクラッグスにバンドと一緒にレコーディングしないかと持ち掛けた（アールの息子のゲイリーが、その夜はグランド・オール・オプリではなく、このコンサートに行くように勧めていた）。
一週間後にドク・ワトソンにも同じ提案をして、双方から快諾された。
ビルとジョンのマッキューアン兄弟は、2人に問いかけてから8週間後に、彼らがカリフォルニア州ロングビーチで演奏していたエレクトリックなフォーク＝ロックとは異なる、アコーステックの伝統的なブルーグラスとカントリー・ミュージックをレコーディングするというアイデアとともに、バンドに対してナッシュビルでのレコーディングを提案した。
そして、彼らが見落とされていると感じていた、ナッシュビルの一部に敬意を表して、その結果として、アール・スクラッグス、ロイ・エイカフ、マール・トラヴィス、メイベル・カーター、ドク・ワトソン、バッサー・クレメンツ、ジミー・マーティンおよびバッシュフル・ブラザー・オズワルトと言ったカントリー・ミュージシャンがゲスト出演した三枚組アルバム『永遠の絆』（1972年）が生み出された。アルバムは評論家及び一般からの称賛を受け、ゴールドディスクに認定され、その後プラチナ認定を受けた。このアルバムはグラミー栄誉の殿堂と議会図書館に収められている。1977年、バンドはアメリカのバンドとして初めて旧ソビエト連邦でツアーを行った。

### スティーヴ・マーティン
ジョン・マッキューアンはスティーヴ・マーティンを、ときどきバンジョーを教えていた高校時代から知っていた。1978年、マーティンから彼のコミカルで目先の変わった "King Tut"" と言う曲のバックバンドをやらないかと持ち掛けらえた。マーティンのボーカルで、ダート・バンドは Toot Uncommons と言う別名でこの曲を録音した。
マッキューアンはマーティンのアルバム The Crow: New Songs for the 5-String Banjo（Rounder、2009年）をプロデュースし、演奏もでも参加した。アルバムは7か月にわたって1位となり、グラミー賞最優秀ブルーグラスアルバムを受賞した。
マッキューアンは2018年に The Life I've Picked - A Banjo Player's Nitty Gritty Journey と題した自伝を出版した。

### 共演者
マッキューアンが共演したアーティストの一部： デヴィッド・ブロムバーグ、ドリー・パートン、スティーヴ・マーティン、ウィリー・ネルソン、ビル・ワイマン、ロレッタ・リン、ジョニー・キャッシュ、ジューン・カーター、ジェリー・ガルシア、フィッシュ、ジェリー・ジェフ・ウォーカー、ケヴィン・ニーロン、レス・デューデック、アリソン・クラウス、ジャクソン・ブラウン、ビル・コスビー、スティーヴン・ライト、トミー・リー・ジョーンズ、シシー・スペイセク、リンダ・ロンシュタット、エリック・アンダースン、レオン・ラッセル、リトル・リチャード、メイベル・カーター、リヴォン・ヘルム、クリス・クリストファーソン、ボブ・ディラン、ケニー・ロジャース、スティーヴ・ヴァイ、ドク・ワトソン、ジミー・バフェット、スマザーズ・ブラザーズ、ローワン&マーティン、メアリー・チェイピン・カーペンター、アラン・アーキン、ボビー・シャーマン、ディアナ・カーター、ホセ・フェリシアーノ、オールマン・ブラザーズ・バンド、ジョン・デンバー、ロイ・エイカフ、アール・スクラッグス、ジャック・ベニー、グレン・キャンベル、スティーヴ・グッドマン、ウェイロン・ジェニングス、ロビン・ウィリアムズ、リトル・リヴァー・バンド、ザ・バンド、マーシャル・タッカー・バンド、ビッグ・ヘッド・トッド・アンド・ザ・モンスターズ、ドゥービー・ブラザーズ、アンディ・ウィリアムズ、マール・トラヴィス、バッサー・クレメンツ、ディジー・ガレスピー、オズモンド・ブラザーズ、エヴァリー・ブラザーズ、クリスタル・ゲイル、ゲイリー・モリス、ダグ・カーショウ、マイケル・マーティン・マーフィー、ドアーズ、ドノヴァン、リー・マーヴィン、ランブリン・ジャック・エリオット、デヴィッド・アムラム、アーロ・ガスリー、アメリカ、ビル・モンロー、アスリープ・アット・ザ・ホイール、エアロスミス クリス・シーリ、マーク・オコナー、ライル・ラヴェット、ゲイリー・ビジー、トム・ペティ、ザ・グレート・ゴンゾ、ポール・ウィリアムズ

## 受賞と表彰
- グラミー賞最優秀ブルーグラス・アルバム：スティーヴ・マーティンのThe Crow: New Songs for the Five-String Banjo
- グラミー賞最優秀カントリー・インストゥルメンタル・パフォーマンス：ニッティー・グリッティー・ダート・バンドのEarls Breakdown
- エミー賞ノミネート：The Wild West、Braving Alaska
- 全米バンジョー博物館（英語版）：栄誉の殿堂入り（英語版）[3]
- Independent Music Award for Best Americana Album, "Made in Brooklyn"[4]
- Western Heritage Wrangler Award
- IBMA, Recorded Event of the Year
- Surround Music Awards, Best Additional Features

## ディスコグラフィ

### アルバム
| 年   | タイトル                              | US Country | レーベル     |
| ---- | ------------------------------------- | ---------- | ------------ |
| 1985 | John McEuen                           | 49         | Warner Bros. |
| 1991 | String Wizards                        |            | Vanguard     |
| 1993 | String Wizards II                     |            | Vanguard     |
| 1996 | Acoustic Traveller                    |            | Vanguard     |
| 1997 | String Wizard's Picks                 |            | Vanguard     |
| 1999 | Round Trip: Live in L.A.              |            | Cedar Glen   |
| 2000 | Stories and Songs                     |            | Planetary    |
| 2002 | Nitty Gritty Surround                 |            | Aix          |
| 2007 | Vanguard Visionaries                  |            | Vanguard     |
| 2012 | The McEuen Sessions: For All the Good |            | Mesa Blue    |
| 2016 | Made in Brooklyn                      |            | Chesky       |

### シングル
| Year | Single                   | US Country | Album       |
| ---- | ------------------------ | ---------- | ----------- |
| 19   | "Blue Days Black Nights" | 81         | John McEuen |